# Лебеда, Отакар
Отакар Лебеда (чеш. Otakar Lebeda; 8 мая 1877, Прага, Цислейтания — 12 апреля 1901, Мала-Хухле, Цислейтания) — чешский художник.

## Жизнь и творчество
Отакар Лебеда изучал живопись в классе Юлиуса Маржака в пражской Академии изобразительных искусств. В начальный период своего творчества Лебеда придерживался реалистических традиций в искусстве; в его творчестве чувствуется влияние умершего незадолго до начала карьеры Лебеды чешского мастера Антонина Хитусси и француза Камиля Коро. В 1898 году Лебеда получает учебную стипендию и уезжает во Францию, посещает Париж и Барбизон. Его полотна этого периода указывают на приверженность художника импрессионистскому стилю. Лучшими работами Лебеды признаются его пейзажные работы. Некоторые из полотен художника выставлены в пражском Рудольфинуме. В последние годы в картинах Лебеды присутствуют элементы экспрессионизма.
Лебеда покончил с собой (застрелился) 12 апреля 1901 года в пражском районе Мала Хухла.

## Галерея

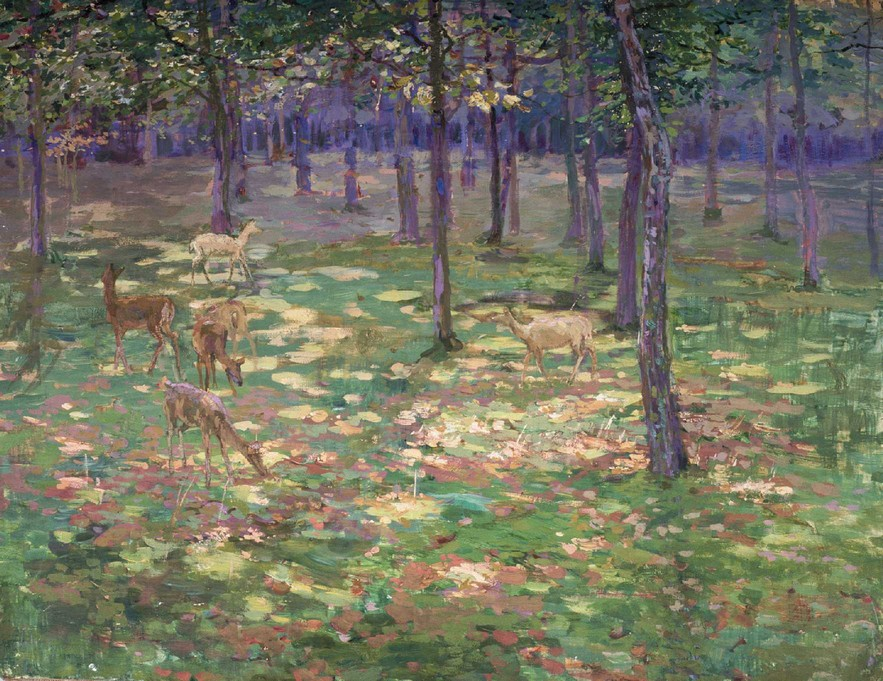
В Бехынском лесу
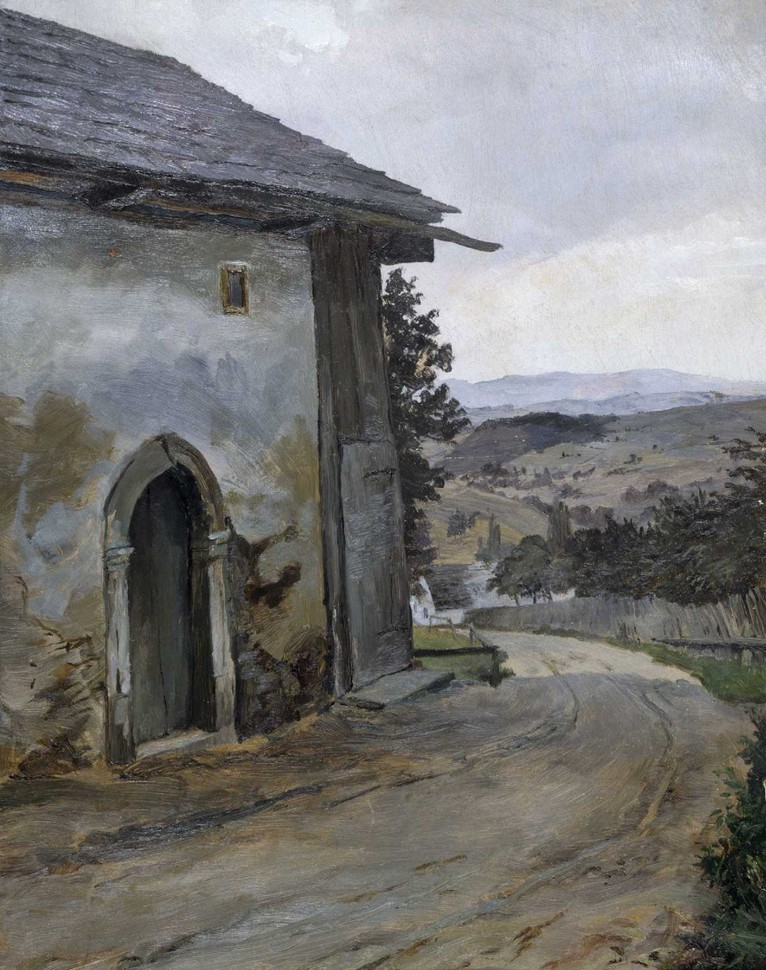
В Кроконоше
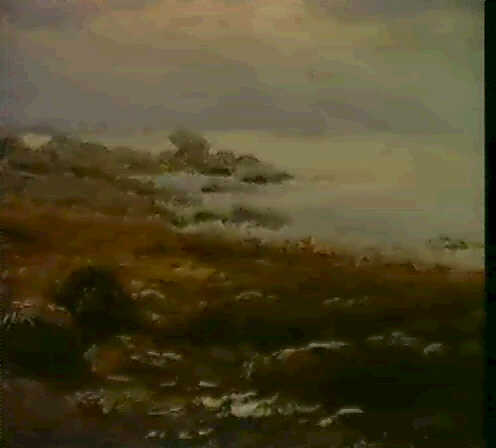
Бретань
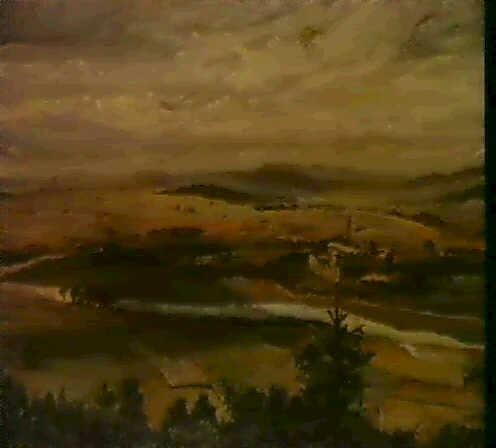
Родной пейзаж